# (7779) Susanring
(7779) Susanring (1993 KL) – planetoida z pasa głównego asteroid okrążająca Słońce w ciągu 3,61 lat w średniej odległości 2,35 j.a. Odkryta 19 maja 1993 roku.